# Ermatingen
Ermatingen est une commune suisse du canton de Thurgovie, située dans le district de Kreuzlingen.

Photo aérienne (1962).

## Monuments et curiosités
- Le Kehlhof est une construction à colombages avec galeries septentrionales, édifié en 1694 et agrandi en 1811. A l'intérieur, salle du Tribunal avec peintures en style populaire du troisième quart du 18e s.
- Château de Hard reconstruit en 1520 sur un précédent ouvrage du 13e s. Remaniement et nouvelles constructions en 1720-24 par les Zollikofer, en 1829 par le général anglais Th. Lindsey et en 1848 par Georg F. Thomas. La construction est un bâtiment à toit en bâtière avec pignon transversal incurvé et petite tour[3].
- Le château de Wolfsberg (de)  dont le noyau remonte vers 1571 a été remanié en 1731 et en 1800, et son aile sud prolongée en 1825 par le colonel Parquin. Il fut un lieu de rencontre des bonapartistes. Sur le mur ouest, horloge datant de 1540 du maître-horloger winterthourois Laurentius Liechti, toujours en fonction.
- Château de Lilienberg construit en 1830 par le comte Zappe.
- Château de Hubberg près de Fruthwilen, construit en 1596. Il consiste en un édifice avec pignon à redans, étage supérieur à colombages.